# Estadio Nissan

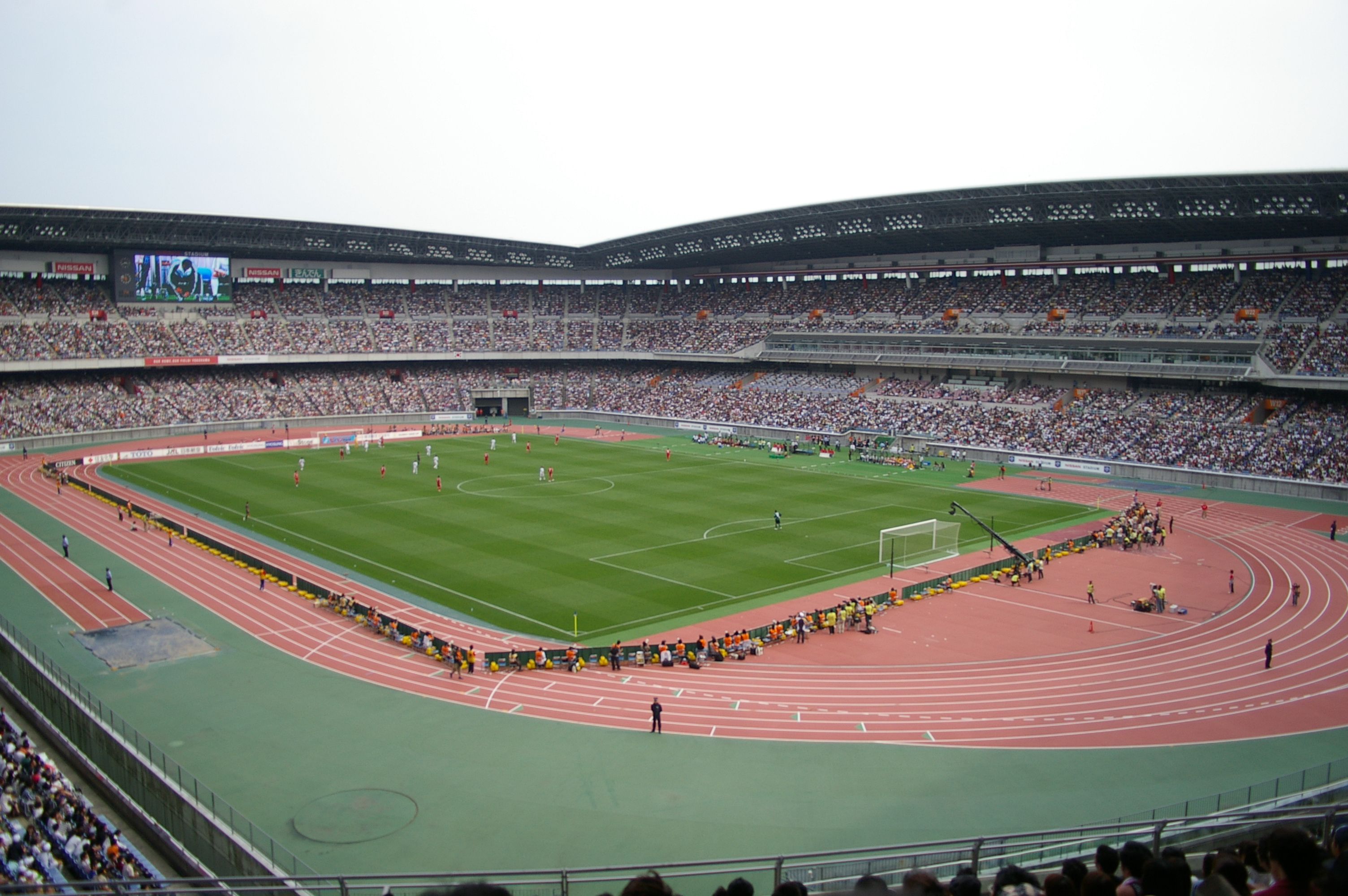
Estadio Internacional de Yokohama.

El Estadio Nissan, llamado hasta el 2005 Estadio Internacional de Yokohama (横浜国際総合競技場 Yokohama Kokusai Sougou Kyougijouta?), es un estadio multiusos que se ubica en la ciudad portuaria de Yokohama, capital de la Prefectura de Kanagawa en Japón. Se inauguró en 1998 y actualmente tiene una capacidad oficial de 71 822 espectadores. Fue una de las sedes de la Copa FIFA Confederaciones 2001 y la Copa Mundial de Fútbol de 2002, incluyendo la disputa de las finales.
Es el estadio del Yokohama F. Marinos de la J1 League de fútbol. También albergó la Copa Intercontinental desde 2002 hasta 2004, así como siete ediciones de la Copa Mundial de Clubes de la FIFA entre 2005 y 2016, incluidas las finales.

## Nombre
Desde el 1 de marzo de 2005 cambia de nombre al de Nissan Stadium (en japonés: 日産スタジアム Nissan Sutajiamu), por ser propiedad de la empresa automovilística Nissan Motor Co.
Durante el desarrollo del Campeonato Mundial de Clubes FIFA 2005 volvió a llamarse Estadio Internacional de Yokohama, ya que la FIFA no permite ningún tipo de publicidad en el nombre de los estadios, pero actualmente mantiene su nombre de Estado Nissan.

## Campeonato de Selecciones del Este de Asia EAFF 2003
En el Estadio Internacional de Yokohama se jugaron los dos partidos por la última fecha entre la República Popular de China y Hong Kong y Japón y Corea del Sur, donde esta última se adjudicó el título.
| Fecha           | Fase        | Equipo                     |                                       | Resultado |                          | Equipo        | Espectadores |
| --------------- | ----------- | -------------------------- | ------------------------------------- | --------- | ------------------------ | ------------- | ------------ |
| 10 de diciembre | 4.ª Jornada | República Popular de China | Bandera de la República Popular China | 3 - 1     | Bandera de Hong Kong     | Hong Kong     | 17 400       |
| 10 de diciembre | 4.ª Jornada | Japón                      | Bandera de Japón                      | 0 - 0     | Bandera de Corea del Sur | Corea del Sur | 62 633       |

## Copa FIFA Confederaciones 2001
En el Estadio Internacional de Yokohama se jugó la semifinal entre Japón y Australia, y la final de la Copa FIFA Confederaciones 2001 entre Japón y Francia.
| Fecha       | Fase      | Equipo |                  | Resultado |                      | Equipo    | Espectadores |
| ----------- | --------- | ------ | ---------------- | --------- | -------------------- | --------- | ------------ |
| 7 de junio  | Semifinal | Japón  | Bandera de Japón | 1 - 0     | Bandera de Australia | Australia | 48 699       |
| 10 de junio | Final     | Japón  | Bandera de Japón | 0 - 1     | Bandera de Francia   | Francia   | 65 533       |

## Copa Mundial de Fútbol de 2002
En el Estadio Internacional de Yokohama se jugaron tres partidos de la primera fase y la gran final del certamen entre Alemania y Brasil.
| Fecha       | Fase    | Equipo         |                           | Resultado |                    | Equipo  | Espectadores   |
| ----------- | ------- | -------------- | ------------------------- | --------- | ------------------ | ------- | -------------- |
| 9 de junio  | Grupo H | Japón          | Bandera de Japón          | 1 - 0     | Bandera de Rusia   | Rusia   | 66 108 Reporte |
| 11 de junio | Grupo E | Arabia Saudita | Bandera de Arabia Saudita | 0 - 3     | Bandera de Irlanda | Irlanda | 65 320 Reporte |
| 13 de junio | Grupo G | Ecuador        | Bandera de Ecuador        | 1 - 0     | Bandera de Croacia | Croacia | 65 862 Reporte |
| 30 de junio | Final   | Alemania       | Bandera de Alemania       | 0 - 2     | Bandera de Brasil  | Brasil  | 69 029 Reporte |

## Campeonato Mundial de Clubes de la FIFA 2005
En el Estadio Nissan se jugaron un partido de la semifinal, el partido por el tercer puesto y la gran final del certamen entre el São Paulo FC y Liverpool.
| Fecha           | Fase                         | Equipo             |                           | Resultado |                       | Equipo             | Espectadores |
| --------------- | ---------------------------- | ------------------ | ------------------------- | --------- | --------------------- | ------------------ | ------------ |
| 15 de diciembre | Semifinales                  | Deportivo Saprissa | Bandera de Costa Rica     | 0 - 3     | Bandera de Inglaterra | Liverpool F.C.     | 43 902       |
| 18 de diciembre | Partido por el Tercer Puesto | Al-Ittihad         | Bandera de Arabia Saudita | 2 - 3     | Bandera de Costa Rica | Deportivo Saprissa | 46 453       |
| 18 de diciembre | Final                        | São Paulo F.C.     | Bandera de Brasil         | 1 - 0     | Bandera de Inglaterra | Liverpool F.C.     | 66 821       |

## Copa Mundial de Clubes de la FIFA 2006
En el Estadio Nissan se jugaron un partido de la semifinal, el partido por el tercer puesto y la gran final del certamen entre el SC Internacional y Barcelona.
| Fecha           | Fase                         | Equipo           |                   | Resultado |                   | Equipo         | Espectadores |
| --------------- | ---------------------------- | ---------------- | ----------------- | --------- | ----------------- | -------------- | ------------ |
| 14 de diciembre | Semifinales                  | América          | Bandera de México | 0 - 4     | Bandera de España | Barcelona F.C. | 62 316       |
| 17 de diciembre | Partido por el Tercer Puesto | Al-Ahly          | Bandera de Egipto | 2 - 1     | Bandera de México | América        | 51 641       |
| 17 de diciembre | Final                        | SC Internacional | Bandera de Brasil | 1 - 0     | Bandera de España | Barcelona F.C. | 67 128       |

## Copa Mundial de Clubes de la FIFA 2007
En el Estadio Nissan se jugaron un partido de la semifinal, el partido por el tercer puesto y la gran final del certamen entre el AC Milan y Boca Juniors.
| Fecha           | Fase                         | Equipo             |                      | Resultado      |                   | Equipo             | Espectadores                                                    |
| --------------- | ---------------------------- | ------------------ | -------------------- | -------------- | ----------------- | ------------------ | --------------------------------------------------------------- |
| 13 de diciembre | Semifinales                  | Urawa Red Diamonds | Bandera de Japón     | 0 - 1          | Bandera de Italia | A.C. Milan         | 67 005 Archivado el 10 de diciembre de 2015 en Wayback Machine. |
| 16 de diciembre | Partido por el Tercer Puesto | Étoile du Sahel    | Bandera de Túnez     | 2:2 (2:4 pen.) | Bandera de Japón  | Urawa Red Diamonds | 53 363 Archivado el 10 de diciembre de 2015 en Wayback Machine. |
| 16 de diciembre | Final                        | Boca Juniors       | Bandera de Argentina | 2 - 4          | Bandera de Italia | A.C. Milan         | 68 263 Archivado el 10 de diciembre de 2015 en Wayback Machine. |

## Copa Mundial de Clubes de la FIFA 2011
En el Estadio Nissan se jugaron un partido de la semifinal, el partido por el tercer puesto y la gran final del certamen entre el Barcelona y Santos FC.
| Fecha           | Fase                         | Equipo         |                   | Resultado      |                   | Equipo         | Espectadores                                                    |
| --------------- | ---------------------------- | -------------- | ----------------- | -------------- | ----------------- | -------------- | --------------------------------------------------------------- |
| 15 de diciembre | Semifinales                  | Al-Sadd        | Bandera de Catar  | 0 - 4          | Bandera de España | Barcelona F.C. | 66 298 Archivado el 11 de diciembre de 2015 en Wayback Machine. |
| 18 de diciembre | Partido por el Tercer Puesto | Kashiwa Reysol | Bandera de Japón  | 0:0 (3:5 pen.) | Bandera de Catar  | Al-Sadd        | 60 527 Archivado el 11 de diciembre de 2015 en Wayback Machine. |
| 18 de diciembre | Final                        | Santos FC      | Bandera de Brasil | 0 - 4          | Bandera de España | Barcelona F.C. | 68 166 Archivado el 11 de diciembre de 2015 en Wayback Machine. |

## Copa Mundial de Clubes de la FIFA 2012
En el Estadio Nissan se jugaron un partido de la semifinal, el partido por el tercer puesto y la gran final del certamen entre el SC Corinthians y Chelsea.
| Fecha           | Fase                         | Equipo         |                   | Resultado |                       | Equipo    | Espectadores                                                    |
| --------------- | ---------------------------- | -------------- | ----------------- | --------- | --------------------- | --------- | --------------------------------------------------------------- |
| 13 de diciembre | Semifinales                  | Monterrey      | Bandera de México | 1 - 3     | Bandera de Inglaterra | Chelsea   | 36 648 Archivado el 11 de diciembre de 2015 en Wayback Machine. |
| 16 de diciembre | Partido por el Tercer Puesto | Al-Ahly        | Bandera de Egipto | 0 - 2     | Bandera de México     | Monterrey | 56 301 Archivado el 11 de diciembre de 2015 en Wayback Machine. |
| 16 de diciembre | Final                        | SC Corinthians | Bandera de Brasil | 1 - 0     | Bandera de Inglaterra | Chelsea   | 68 275 Archivado el 11 de diciembre de 2015 en Wayback Machine. |

## Copa Mundial de Clubes de la FIFA 2015
En el Estadio Nissan se jugaron un partido de la fase preliminar, uno de la semifinal, el partido por el tercer puesto y la gran final del certamen entre el F. C. Barcelona y River Plate.
| Fecha           | Fase                         | Equipo              |                      | Resultado |                                       | Equipo               | Espectadores                                                    |
| --------------- | ---------------------------- | ------------------- | -------------------- | --------- | ------------------------------------- | -------------------- | --------------------------------------------------------------- |
| 10 de diciembre | Eliminación Preliminar       | Sanfrecce Hiroshima | Bandera de Japón     | 2 - 0     | Bandera de Nueva Zelanda              | Auckland City        | 19 421 Archivado el 22 de diciembre de 2015 en Wayback Machine. |
| 17 de diciembre | Semifinales                  | Barcelona F.C.      | Bandera de España    | 3 - 0     | Bandera de la República Popular China | Guangzhou Evergrande | 63 870 Archivado el 20 de diciembre de 2015 en Wayback Machine. |
| 20 de diciembre | Partido por el Tercer Puesto | Sanfrecce Hiroshima | Bandera de Japón     | 2 - 1     | Bandera de la República Popular China | Guangzhou Evergrande | 47 968 Archivado el 22 de diciembre de 2015 en Wayback Machine. |
| 20 de diciembre | Final                        | River Plate         | Bandera de Argentina | 0 - 3     | Bandera de España                     | Barcelona F.C.       | 66 853 Archivado el 20 de diciembre de 2015 en Wayback Machine. |

## Copa Mundial de Clubes de la FIFA 2016
En el Estadio Nissan se jugaron un partido de la fase preliminar, uno de la semifinal, el partido por el tercer puesto y la gran final del certamen entre el Real Madrid y Kashima Antlers.
| Fecha           | Fase                         | Equipo          |                   | Resultado     |                          | Equipo            | Espectadores |
| --------------- | ---------------------------- | --------------- | ----------------- | ------------- | ------------------------ | ----------------- | ------------ |
| 8 de diciembre  | Eliminación Preliminar       | Kashima Antlers | Bandera de Japón  | 2 - 1         | Bandera de Nueva Zelanda | Auckland City     | 17 667       |
| 15 de diciembre | Semifinales                  | América         | Bandera de México | 0 - 2         | Bandera de España        | Real Madrid       | 50 117       |
| 18 de diciembre | Partido por el Tercer Puesto | América         | Bandera de México | 2 (3) - 2 (4) | Bandera de Colombia      | Atlético Nacional | 44 625       |
| 18 de diciembre | Final                        | Kashima Antlers | Bandera de Japón  | 2 - 4         | Bandera de España        | Real Madrid       | 68 742       |

## Copa Intercontinental Europeo-Sudamericana 2002
Luego de 32 años definiéndose en el Estadio Nacional de Tokio y bajo auspicio de Toyota, la Copa Intercontinental jugada a final única en territorio neutral entre el campeón de la Liga de Campeones de la UEFA y la Copa Libertadores de América de Conmebol se trasladó al Estadio Internacional de Yokohama. En el estadio de Yokohama se jugó la Copa Intercontinental Europeo-Sudamericana de 2002 a final única entre el Club Olimpia de Paraguay, campeón de la Copa Libertadores 2002 de Sudamérica y Real Madrid, campeón de la Liga de Campeones 2001-02 de Europa.
| Fecha                  | Fase  | Campeón sudamericano |                     | Resultado |                   | Campeón europeo | Espectadores |
| ---------------------- | ----- | -------------------- | ------------------- | --------- | ----------------- | --------------- | ------------ |
| 3 de diciembre de 2002 | Final | Club Olimpia         | Bandera de Paraguay | 0 - 2     | Bandera de España | Real Madrid     | 66 070       |

## Copa Intercontinental Europeo-Sudamericana 2003
En el Estadio Nissan se jugó la Copa Intercontinental Europeo-Sudamericana de 2003 a final única entre Boca Juniors de Argentina, campeón de la Copa Libertadores 2003 de Sudamérica y AC Milan, campeón de la Liga de Campeones 2002-03 de Europa.
| Fecha                   | Fase  | Campeón sudamericano |                      | Resultado     |                   | Campeón europeo | Espectadores |
| ----------------------- | ----- | -------------------- | -------------------- | ------------- | ----------------- | --------------- | ------------ |
| 14 de diciembre de 2003 | Final | Boca Juniors         | Bandera de Argentina | 1 (3) - 1 (1) | Bandera de Italia | A.C. Milan      | 66 757       |

## Copa Intercontinental Europeo-Sudamericana 2004
En el Estadio Internacional de Yokohama se jugó la Copa Intercontinental Europeo-Sudamericana de 2004 a final única entre Once Caldas de Colombia, campeón de la Copa Libertadores 2004 de Sudamérica y Porto, campeón de la Liga de Campeones 2003-04 de Europa.
| Fecha                   | Fase  | Campeón sudamericano |                     | Resultado     |                     | Campeón europeo | Espectadores |
| ----------------------- | ----- | -------------------- | ------------------- | ------------- | ------------------- | --------------- | ------------ |
| 12 de diciembre de 2004 | Final | Once Caldas          | Bandera de Colombia | 0 (7) - 0 (8) | Bandera de Portugal | Porto F.C.      | 45 748       |

## Copa del Emperador 2014
En el Estadio Internacional de Yokohama se jugó la final de la Copa del Emperador 2014, torneo de copa doméstica nacional de Japón, a final única entre Gamba Osaka de la prefectura de Osaka y Montedio Yamagata de la prefectura de Yamagata.
| Fecha                   | Fase  | Equipo            |                                   | Resultado |                                | Equipo      | Espectadores |
| ----------------------- | ----- | ----------------- | --------------------------------- | --------- | ------------------------------ | ----------- | ------------ |
| 13 de diciembre de 2014 | Final | Montedio Yamagata | Bandera de Prefectura de Yamagata | 1 - 3     | Bandera de Prefectura de Osaka | Gamba Osaka | 47 829       |

## Supercopa de Japón 2005
En el Estadio Nissan se jugó la edición de 2005 de la Supercopa de Japón consistiendo en una final única en territorio neutral entre el campeón de la J1 League y Copa del Emperador, participando Yokohama Marinos del distrito metropolitano de Tokio, campeón de la J. League Division 1 2004 y Tokyo Verdy 1969 de la Prefectura de Kanagawa, campeón de la Copa del Emperador 2004.
| Fecha                 | Fase  | Campeón de copa  |                  | Resultado     |                                   | Campeón de liga  | Espectadores |
| --------------------- | ----- | ---------------- | ---------------- | ------------- | --------------------------------- | ---------------- | ------------ |
| 26 de febrero de 2005 | Final | Tokyo Verdy 1969 | Bandera de Tokio | 2 (5) - 2 (4) | Bandera de Prefectura de Kanagawa | Yokohama Marinos | 21 104       |

## Supercopa de Japón 2011
En el Estadio Nissan se jugó la edición de 2011 de la Supercopa de Japón consistiendo en una final única en territorio neutral entre el campeón de la J1 League y Copa del Emperador, participando Nagoya Grampus de la prefectura de Aichi, campeón de la J. League Division 1 2010 y Kashima Antlers de la Prefectura de Ibaraki, campeón de la Copa del Emperador 2010.
| Fecha                 | Fase  | Campeón de copa |                                  | Resultado     |                                | Campeón de liga | Espectadores |
| --------------------- | ----- | --------------- | -------------------------------- | ------------- | ------------------------------ | --------------- | ------------ |
| 26 de febrero de 2011 | Final | Kashima Antlers | Bandera de Prefectura de Ibaraki | 1 (1) - 1 (4) | Bandera de Prefectura de Aichi | Nagoya Grampus  | 35 963       |

## Supercopa de Japón 2015
En el Estadio Nissan se jugó la edición de 2015 de la Supercopa de Japón consistiendo en una final única en territorio neutral entre el campeón de la J1 League y Copa del Emperador. Dado que Gamba Osaka de la prefectura de Osaka fue campeón de la J. League Division 1 2014 y de la campeón de la Copa del Emperador 2014, la supercopa se definió entre dicho equipo y Urawa Red Diamonds de la prefectura de Saitama, subcampeón de la J. League Division 1 2014.
| Fecha                 | Fase  | Campeón de liga y copa |                                | Resultado |                                     | Subcampeón de liga | Espectadores |
| --------------------- | ----- | ---------------------- | ------------------------------ | --------- | ----------------------------------- | ------------------ | ------------ |
| 28 de febrero de 2015 | Final | Gamba Osaka            | Bandera de Prefectura de Osaka | 2 - 0     | Bandera de la Prefectura de Saitama | Urawa Red Diamonds | 47 666       |

## Supercopa de Japón 2016
En el Estadio Nissan se jugó la edición de 2016 de la Supercopa de Japón consistiendo en una final única en territorio neutral entre el campeón de la J1 League y Copa del Emperador, participando Sanfrecce Hiroshima de la prefectura de Hiroshima, campeón de la J. League Division 1 2015 y Gamba Osaka de la Prefectura de Osaka, campeón de la Copa del Emperador 2015.
| Fecha                 | Fase  | Campeón de copa |                                | Resultado |                                    | Campeón de liga     | Espectadores |
| --------------------- | ----- | --------------- | ------------------------------ | --------- | ---------------------------------- | ------------------- | ------------ |
| 20 de febrero de 2016 | Final | Gamba Osaka     | Bandera de Prefectura de Osaka | 1 - 3     | Bandera de Prefectura de Hiroshima | Sanfrecce Hiroshima | 33 805       |

## Supercopa de Japón 2017
En el Estadio Nissan se jugó la edición de 2017 de la Supercopa de Japón consistiendo en una final única en territorio neutral entre el campeón de la J1 League y Copa del Emperador. Dado que Kashima Antlers de la prefectura de Ibaraki fue campeón de la J1 League 2016 y de la campeón de la Copa del Emperador 2016, la supercopa se definió entre dicho equipo y Urawa Red Diamonds de la prefectura de Saitama, subcampeón de la J1 League 2016.
| Fecha                 | Fase  | Campeón de liga y copa |                                  | Resultado |                                     | Subcampeón de liga | Espectadores |
| --------------------- | ----- | ---------------------- | -------------------------------- | --------- | ----------------------------------- | ------------------ | ------------ |
| 18 de febrero de 2017 | Final | Kashima Antlers        | Bandera de Prefectura de Ibaraki | 3 - 2     | Bandera de la Prefectura de Saitama | Urawa Red Diamonds | 48 250       |